# Pseudococcus symoni
Pseudococcus symoni är en insektsart som beskrevs av Williams 1985. Pseudococcus symoni ingår i släktet Pseudococcus och familjen ullsköldlöss. Inga underarter finns listade i Catalogue of Life.